# Керр, Джон (дипломат)
Джон Керр, барон Керр Кинлохардский (англ. John Olav Kerr, Baron Kerr of Kinlochard; 22 февраля 1942, Грэнтаун-он-Спей, Шотландия) — британский дипломат. Барон с 2004 года, с того же года независимый член Палаты лордов.

## Биография
Окончил оксфордский Пембрук-колледж (бакалавр современной истории, 1963).
На дипломатической службе в 1966—2002 годах.
Служил в посольстве Великобритании в Москве и в Верховном комиссариате в Пакистане.
В 1974—1979 годах приватный секретарь постоянного замминистра иностранных дел Великобритании.
В 1979—1984 годах был прикомандирован к британскому казначейству, в 1981—1984 годах главный приватный секретарь канцлера казначейства.
В 1984—1987 годах глава архива посольства Великобритании в Вашингтоне.
В 1987—1990 годах помощник заместителя министра иностранных дел Великобритании.
В 1990—1995 годах постоянный представитель Великобритании в ЕС (до 1992 года — Европейское экономическое сообщество) в ранге посла.
В 1995—1997 годах посол Великобритании в США.
В 1997—2002 годах постоянный замминистра иностранных дел Великобритании, глава дипломатической службы.
До июля 2011 года являлся председателем правления и совета Имперского колледжа Лондона.
В настоящее время заместитель председателя и старший независимый директор «Royal Dutch Shell», неисполнительный директор в «Rio Tinto plc», «Scottish Power plc», «Scottish American Investment Trust».
Рыцарь Великого Креста ордена Святого Михаила и Святого Георгия (2001, рыцарь-командор 1991, кавалер 1987).
Обладатель почётных степеней трёх университетов, в том числе Университета Глазго (почётный доктор права, 1999).